# Интегрин альфа-5
Интегрин альфа-5 (α5, CD49e) — мембранный белок, гликопротеин из надсемейства интегринов, продукт гена ITGA5, альфа-субъединица интегрина α5β1 (VLA-5), одного из основных рецепторов фибронектина. Играет роль в межклеточных взаимодействиях.

## Функции
Интегрин альфа-5/бета-1 (α5β1, англ. very late antigen-5, VLA-5) является рецептором для фибронектина и фибриногена. Распознаёт специфическую аминокислотную последовательность глицин-пролин-аргинин (R-G-D) в широком спектре лигандов. В процессе ВИЧ-инфицирования  взаимодействие с вирусным Tat-пептидом усиливает ангиогенез в саркоме Капоши.
Взаимодействует с внутриклеточными белками HPS5, NISCH, а также с RAB21 и COMP. Связывается с Tat-пептидом вируса HIV-1.

## Структура
Интегрин альфа-5 — крупный белок, состоит из 1008 аминокислот, молекулярная масса белковой части — 114,5 кДа. N-концевой участок (954 аминокислоты) является внеклеточным, далее расположен единственный трансмембранный фрагмент и короткий внутриклеточный фрагмент (28 аминокислот). Внеклеточный фрагмент включает 7 FG-GAP повторов, SG1 мотив, участвующий во взаимодействии с хондроитин-сульфатами, и от 5 до 15 участков N-гликозилирования. Цитозольный участок включает GFFKR-мотив и участок связывания HPS5.
В процессе ограниченного протеолиза внутримолекулярная связь гидролизуется и образуются тяжёлая и лёгкая цепи, связанные дисульфидной связью.

## См.также
- Интегрины
- Кластер дифференцировки